# Ojasz
Ojasz (ros. Ояш) – wieś (sieło) w Rosji, w obwodzie nowosybirskim, w rejonie bołotnińskim. W 2010 liczyła 778 mieszkańców.